# François-Nicolas Vincent
Pour les articles homonymes, voir Vincent.
François-Nicolas Vincent, né en 1767 à Paris, guillotiné le 4 germinal an II (24 mars 1794) à Paris, est un révolutionnaire français.

## Biographie
Fils d'un concierge de prison parisien, il est clerc de procureur pendant cinq ans. Au début de la Révolution, il vit misérablement dans une petite chambre de Paris, rue de Tournon. L'un des premiers membres du Club des cordeliers, il y occupe la charge de secrétaire-greffier.
Électeur de la section du Théâtre-Français en 1792, il entre, après la journée du 10 août 1792, au Conseil général de la Commune de Paris, où il remplace Fabre d'Églantine, élu à la Convention nationale. Nommé dès le mois d'août commissaire du Conseil exécutif, il obtient de Pache, au terme de sa mission, un poste provisoire de chef du bureau des renvois au ministère de la Guerre.
Nommé secrétaire de l'Assemblée électorale de Paris le 11 novembre 1792, il obtient, le 28 février 1793, les fonctions de commissaire des guerres, mais de Beurnonville ne souhaitant pas le nommer à Pairs, il refuse sa nomination pour la Corse. Par la suite, il est nommé commissaire auprès de l'armée de Berruyer, fonction qu'il ne semble pas avoir occupé. En avril 1793, à son arrivée au ministère de la Guerre, Bouchotte le nomme secrétaire-général du département de la guerre, puis comme chef des bureaux des renvois fonction qu'il occupe jusqu'à son arrestation le 27 frimaire an II, sur ordre du comité de sûreté générale. Surtout, à ce poste, il remplit les bureaux du ministère de patriotes avancés.
Interné au Luxembourg, il est défendu par Hébert devant le Club des jacobins le 1er nivôse an II. Libéré le 2 février 1794, il se lance dans la lutte des hébertistes contre les indulgents et contre le gouvernement révolutionnaire.
Arrêté avec Hébert le 14 mars, il est condamné à mort par le tribunal révolutionnaire et exécuté avec 16 cordeliers: Ronsin Momoro, De Kock et Clootz.

## Source partielle
- Jacques Guilhaumou, « Vincent François Nicolas », dans Albert Soboul (dir.), Dictionnaire historique de la Révolution française, Paris, Presses universitaires de France, 1989 (rééd. Quadrige, 2005, p. 1092)